# Teagan Croft
Teagan Croft (Sydney, 2004. április 23. –) ausztrál színésznő.

## Gyermekkora és családja
Édesapja Tim Croft, édesanyja Rebecca McNamee Croft, aki szintén színésznő. Penny McNamee és Jessica McNamee színésznők unokahúga.

## Pályafutása
Kilencévesen kezdte színészi karrierjét, a Ne bántsátok a feketerigót! című színdarabban Scout Finch karakterét keltette életre. 2016-ban szerepet kapott az Otthonunk című, évtizedek óta futó ausztrál szappanoperában, Bella Loneragan szerepében. Ugyanebben az évben a Science Fiction Volume One: The Osiris Child című akció-kalandfilmben Kellan Lutz oldalán szerepelt. 2018-ban a Titánok sorozatban megkapta Rachel / Raven szerepét.
2023-ban a Jessica útja című életrajzi filmben a szintén ausztrál Jessica Watsont formálta meg, aki 16 évesen körbevitorlázta a Földet.

## Filmográfia

### Film
| Év   | Magyar cím                          | Eredeti cím                                  | Szerep           | Megjegyzések                 |
| ---- | ----------------------------------- | -------------------------------------------- | ---------------- | ---------------------------- |
| 2016 |                                     | The Osiris Child: Science Fiction Volume One | Indi Sommerville |                              |
| 2022 |                                     | Bella and Bernie                             | Bella Judge      | rövidfilm, vezető producer   |
| 2022 | Woman of a Certain Sage (rövidfilm) |                                              | Bella Judge      | rövidfilm, vezető producer   |
| 2023 | Jessica útja                        | True Spirit                                  | Jessica Watson   | magyar hangja Ruszkai Szonja |

### Televízió
| Év        | Magyar cím | Eredeti cím   | Szerep                 | Megjegyzések                                                        |
| --------- | ---------- | ------------- | ---------------------- | ------------------------------------------------------------------- |
| 2016      | Otthonunk  | Home and Away | Bella Loneragan        | visszatérő szereplő (6 epizód)                                      |
| 2018–2023 | Titánok    | Titans        | Rachel Azarath / Raven | - főszereplő (38 epizód) - magyar hangja:[forrás?] - Ruszkai Szonja |

### Színház
| Év   | Magyar cím                  | Eredeti cím           | Szerep      |
| ---- | --------------------------- | --------------------- | ----------- |
| 2014 | Ne bántsátok a feketerigót! | To Kill a Mockingbird | Scout Finch |